# Peter Reuter (Kriminologe)
Peter Reuter (* 4. Dezember 1944) ist ein US-amerikanischer Kriminologe, der als Professor an der University of Maryland forscht und lehrt. Reuter wurde 2019 für seine Forschungen zu den wirtschaftlichen Aspekten organisierter Kriminalität mit dem Stockholm Prize in Criminology ausgezeichnet.
Reuter, der im Fach Wirtschaftswissenschaft an der Yale University zum Ph.D. promoviert wurde, gründete das Drug Policy Research Center der RAND Corporation und war von 1989 bis 1993 dessen Direktor.

## Schriften (Auswahl)
- Als Herausgeber: Draining development? Controlling flows of illicit funds from developing countries. World Bank, Washington D.C. 2012, ISBN 978-0-8213-8932-4.
- Drug use and drug programs in the Washington metropolitan area. Rand, Sanat Monica 1988.
- Racketeering in legitimate industries. A study in the economics of intimidation. Rand, Sanat Monica 1987, ISBN 0-8330-0829-3.
- Disorganized crime. The economics of the visible hand. MIT Press, Cambridge (Mass.) 1983, ISBN 0-262-18107-X.